# Ботушел (Сучава)
Ботушел (рум. Botușel) насеље је у Румунији у округу Сучава у општини Фунду Молдовеј. Oпштина се налази на надморској висини од 887 m.

## Становништво
Према подацима из 2002. године у насељу је живело 147 становника, од којих су сви румунске националности.